# Liste de musées aéronautiques
 (juin 2024).
Si vous disposez d'ouvrages ou d'articles de référence ou si vous connaissez des sites web de qualité traitant du thème abordé ici, merci de compléter l'article en donnant les références utiles à sa vérifiabilité et en les liant à la section « Notes et références ».

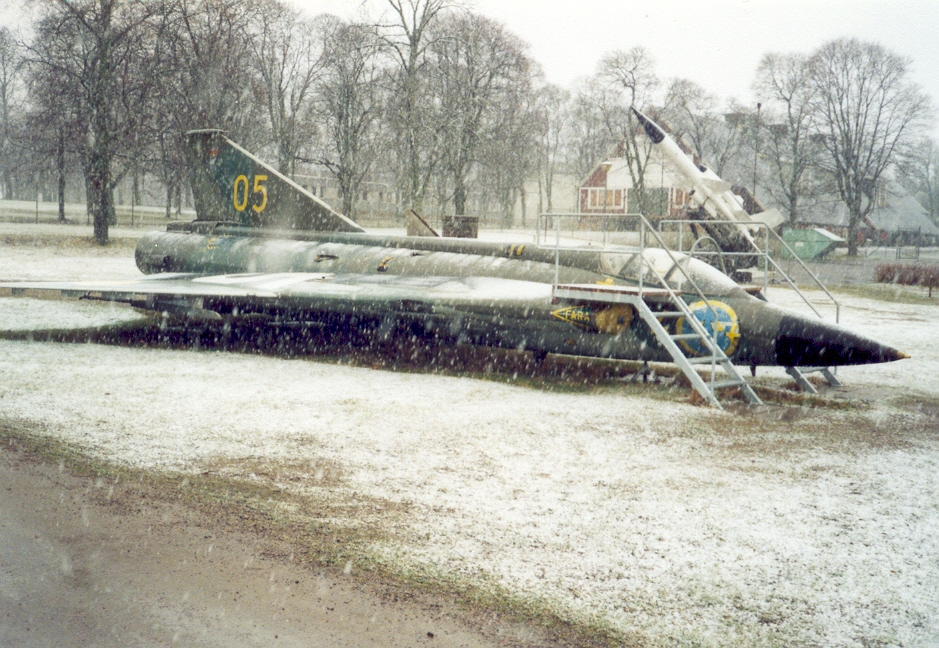
saab draken

Liste des principaux musées de l'aéronautique et de l'espace au monde.

## Musées par pays

### Afrique du Sud
- Musées des forces aériennes (site : www.saafmuseum.co.za)
  - Le Cap : SAAF Museum
  - Pretoria : SAAF Museum
  - Port Elizabeth : SAAF Museum

### Allemagne
- Liste des musées aéronautiques d'Allemagne (de)
- Musée des dirigeables et de l'aviation de Marine de Nordholz Aeronauticum (Site www.aeronauticum.de)
- musée des techniques de Spire
- Musée des techniques Deutsches Museum de Munich
- Musée automobile et technologique de Sinsheim (Auto- und Technikmuseum). Il possède entre autres un Concorde et un Tupolev Tu-144.
- Musée des techniques Hugo Junkers de Dessau-Roßlau
- Musée de l'hélicoptère de Bückeburg (Hubschraubermuseum)
- Musée aéronautique (Luftfahrtmuseum) de Finowfurt près de Berlin (site : www.luftfahrtmuseum-finowfurt.de)
- Musée Zeppelin
- Musée Otto Lilienthal à Anklam
- Flugausstellung Peter Junior (musée de l'aviation Peter Junior) à Hermeskeil

### Argentine
- Museo Nacional de Aeronautica de Morón (Buenos Aires) (site : www.fuerzaaerea.mil.ar)
- Museo de la Aviación Naval de Espora, (Bahia Blanca, Buenos Aires) (site: https://www.argentina.gob.ar/armada/museos/aviacion-naval)

### Australie
- Australian National Aviation Museum sur l'aéroport Moorabbin près de Melbourne, Victoria)
- Aviation Museum de Temora, Nouvelle-Galles du Sud (site : www.aviationmuseum.com.au)

### Autriche
- Musée de l'aéronautique (Luftfahrtmuseum) de Graz (site : www.luftfahrtmuseum.at)

### Belgique
- Musée 1Wing Historical Centre à Beauvechain
- Musée international de l'aviation et de la base de Chièvres
- Musée Spitfire à Florennes
- Musée royal de l'Armée et d'Histoire Militaire - section Air et Espace à Bruxelles (lien officiel : Brussels Air Museum)
- Stampe & Vertongen Museum à Deurne

### Bolivie
- Museo Aeroespacial de la Fuerza Aérea Boliviana

### Brésil
- Museu Aeroespacial de Rio de Janeiro
- Museu da Aeronáutica de Recife (Avenida Armindo Moura, 500 Boa Viagem, Recife, PE - site : www.pernambuco.gov.br)
- Museu da Aeronáutica de São Paulo
- Museu da Aeronáutica e Espaço de Natal (hydravions)
- Museu TAM de São Carlos

### Bulgarie
- Musée de l'aéronautique de Plovdiv

### Canada
- Canadian Museum of Flight à Langley (Colombie-Britannique)
- Musée de l'aviation du Canada à Ottawa (Ontario)
- Musée de la Défense aérienne à La Baie (Québec)
- Western Canada Aviation Museum à Winnipeg (Manitoba)
- Ailes d'époque du Canada à l'aéroport exécutif Gatineau-Ottawa (Québec)
- Canadian Warplane Heritage Museum à Hamilton (Ontario)

### Chili
- Museo Nacional Aeronáutico y del Espacio de Santiago (site : www.museoaeronautico.cl)

### Chine
- Musée de Pékin (sites : description, autre description et photos, photos sur site privé)
- Musée de l'aviation chinoise

### Cuba
- Museo del Aire de La Lisa (site : www.cnpc.cult.cu/cnpc/museos/museoaire)

### Espagne
- Museo del Aíre de Madrid (site : www.aire.org/museo)

### Équateur
- Museo Aeronautico de Quito (site : www.fuerzaaereaecuatoriana.org)

### Estonie
- Musée Lennundusmuuseum de Veskiorg (16 km de Tartu)[1]

### États-Unis
- Liste des musées aéronautiques aux États-Unis par États sur le site Aeroweb
- Liste de musées de l'aéronautique aux États-Unis sur le site du musée de l'USAF
- Museum of Flight de Seattle où est exposé, au milieu de dizaines d'avions motorisés, le « Gossamer Albatross », premier avion à pédales à avoir traversé la Manche.
- National Air and Space Museum à Washington, dont dépend le Steven F. Udvar-Hazy Center de l'aéroport international de Washington-Dulles.
- Pima Air and Space Museum, près de Tucson (Arizona), avec plus de 250 aéronefs exposés.
- Virginia Aviation Museum de Richmond (site : www.vam.smv.org) qui possède entre autres un Lockheed SR-71
- National Museum of Naval Aviation de Pensacola en Floride
- Flying Museum de Greenfield (Iowa) (site : www.flyingmuseum.com)
- National Museum of the United States Air Force de Wright-Patterson
- Evergreen Aviation & Space Museum de McMinnville (Oregon), qui héberge le fameux Spruce Goose
- Cradle of Aviation Museum de Long Island (site : « www.cradleofaviation.org » (consulté le 5 mai 2013))
- Carolinas Aviation Museum de l'aéroport Douglas de Charlotte (Caroline du Nord) (site : www.carolinasaviation.org)
- Planes of Fame Museum de Chino (Californie)
- Neil Armstrong Air and Space Museum de Wapakoneta (Ohio)
- Musée Glenn H. Curtiss à Hammondsport (État de New York)
- Musée d'aviation Hiller à San Carlos (Californie)
- Intrepid Sea-Air-Space Museum à New York
- Flying Heritage & Combat Armor Museum à Everett (État de Washington)
- United States Army Aviation Museum à Fort Rucker près de Daleville, Alabama.
- Musée aéronautique de Pearl Harbor sur l'île de Ford

### Finlande
- Musée de l'aviation de Finlande centrale de Jyväskylä
- Musée de l'aviation de Finlande  à Vantaa

### France
- Aeroscopia, Blagnac
- Ailes Anciennes Toulouse, Blagnac
- Amicale Jean-Baptiste Salis, La Ferté-Alais
- Centre d'études et de loisirs aérospatiaux de Grenoble, Le Versoud
- Conservatoire de l'air et de l'espace d'Aquitaine, Bordeaux-Mérignac
- D-Day Wings Museum, Caen-Carpiquet
- Espace Patrimonial Rozanoff - Base Aérienne 118 - Mont-de-Marsan, Mont-de-Marsan[2]
- L’Envol des Pionniers, Toulouse
- Musée régional de l'air, Angers-Marcé
- Mémorial de Caen, Caen
- Morbihan Aéro Musée, Vannes
- Musée aéronautique de la base aérienne 709, Cognac-Châteaubernard
- Musée Aéronautique du Berry, Touchay
- Musée Aéronautique de Cornouaille, Plobannalec-Lesconil
- Musée de l'aéronautique locale de Bétheny, Bétheny
- Musée de l'aéronautique navale, Rochefort[3]
- Musée aéronautique Presqu'Île Côte d'Amour, La Baule-Escoublac
- Musée aéronautique et spatial Safran, Melun
- Musée de l'Air et de l'Espace, Le Bourget
- Musée de l’aéronautique de Bellegarde-en-Marche, Bellegarde-en-Marche
- Musée Airborne, Sainte-Mère-Église
- Musée des Arts et métiers, Paris
- Musée de l'Aviation, Perpignan
- Musée de l'Aviation, Saint-Victoret
- Musée de l'Aviation légère de l'Armée de terre et de l'Hélicoptère, Dax
- Musée de l'aviation Clément-Ader, Lyon-Corbas (Rhône)
- Musée de la base aérienne 112 et de l'aéronautique locale, Reims
- Musée de la batterie de Merville, Merville-Franceville-Plage
- Musée CANOPEE, Châteaudun
- Musée du Château de Savigny-lès-Beaune, Savigny-lès-Beaune
- Musée du débarquement Utah Beach, Sainte-Marie-du-Mont (Manche)
- Musée des débuts de l'aviation, Douzy
- Musée Delta, Athis-Mons
- Musée de l’Épopée et de l'Industrie Aéronautique, Albert
- Musée de l'Espace, Kourou (Guyane)
- Musée européen de l'aviation de chasse, Montélimar
- Musée des frères Caudron, Rue
- Musée historique de l'hydraviation, Biscarrosse
- Musée des parachutistes de Pau, Pau
- Musée du terrain d'aviation militaire, Condé-Vraux

### Honduras
- Museo del Aire (site : www.laahs.com)

### Hongrie
- Musée de l'aviation (Repülömúzeum) de Szolnok (site : www.repulomuzeum.hu)
- Aéropark Budapest de Ferihegy (site: )

### Israël
- Israel Air Force Museum

### Italie
- Musée de l'aéronautique Gianni Caproni
- Museo Aeronautico Reggiane de Reggio Emilia (site : www.rivisistemi.com/museo/)
- Musée historique de l'aviation de Vigna di Valle près du Lac de Bracciano, Latium
- Museo storico aeronautico de Loreto, Ancône, Notre-Dame-de-Lorette étant la patronne des aviateurs.

### Japon
- Tokorosawa Aviation Museum à Tokorozawa.
- Centre de promotion de la sécurité de l'Aéroport international Haneda de Tokyo.

### Lettonie
- Musée de l'aviation de Riga (site du « Riga Aviation Museum »(Archive.org • Wikiwix • Archive.is • Google • Que faire ?) (consulté le 5 mai 2013))

### Lituanie
- Musée Lietuvos aviacijos muziejus de Kaunas(site : www.lam.lt)

### Norvège
- Musée Norsk Teknisk Museum de Bodø (site : www.luftfart.museum.no)
- Musée militaire Forsvarsmuseet d'Oslo

### Pays-Bas
- Aviodrome de Lelystad

### Pérou
- Museo Aeronautico del Peru de Lima (site : www.incaland.com/MuseoFAP/)

### Pologne
- Musée de l'aviation polonaise (Muzeum Lotnictwa Polskiego) de Cracovie

### Royaume-Uni
- Liste des musées aéronautiques en Grande-Bretagne
- Musée Hall of Aviation de Southampton
- Musée de la Royal Air Force à Londres
- Musée de l'air des Midlands
- The Fighter Collection
- Imperial War Museum Duxford

### Russie
- Musée central des forces aériennes de la fédération de Russie de Monino près de Moscou
- Musée de l'aviation de Taganrog à Taganrog
- Musée de l'aviation d'Oulianovsk à Oulianovsk

### Serbie
- Musée de l'aviation de Belgrade

### Slovaquie
- Musée de l'aviation de Košice (sk)

### Suède
- Musée de l'armée de l'air suédoise (Flygvapenmuseum) de Linköping (site : www.sfhm.se, autre site sur www.saabsportclub.com)

### Suisse
- Musée suisse des transports à Lucerne
- Musée de l'aviation de Altenrhein
- Air Force Center - Flieger-Flab-Museum Dübendorf
- Musée de l'aviation militaire de Payerne « Clin d'Aile »

### Taïwan
- Musée Chung Cheng de l'aéroport de Taïwan (site : « www.taoyuanairport.gov.tw »(Archive.org • Wikiwix • Archive.is • Google • Que faire ?) (consulté le 5 mai 2013)) situé entre l'entrée principale et les terminaux.
- Air Force Museum, Taiwan à Gangshan

### République tchèque
- Musée de l'aviation de Prague-Kbely (ou Letecké Muzeum)
- Musée national des techniques de Prague

### Turquie
- Musée Hava Kuvvetleri Müzesi Komutanligi d'Istanbul (site : www.hho.edu.tr)

### Ukraine
- Musée national de l'aviation Oleg-Antonov à Kiev (site : www.avia-museum.org.ua (ru) et (uk) et photos sur le site www.europeum-group.ru)
- Musée Sergueï Korolev de Cosmonautique à Jytomyr,
- Musée de la Force aérienne ukrainienne à Vinnytsia,
- Musée KRAUSS à Kryvyï Rih,
- le musée technique d'aviation à Louhansk,
- Musée de l'aviation stratégique de Poltava.

### Uruguay
- Museo Aeronáutico de Montevideo (site : www.artemercosur.org.uy)

### Venezuela
- Museo Aeronáutico “Coronel Luis Hernán Paredes” de Maracay

## Musées virtuels
- Musée virtuel de l'aéronautique (site : www.luftfahrtmuseum.com (de)) donnant une liste de musées en Europe.
- Musée virtuel de l'aéronautique russe (site : www.bearcraft-online.com)
- Musée virtuel des hélicoptères (site : « www.avia.russian.ee »(Archive.org • Wikiwix • Archive.is • Google • Que faire ?) (consulté le 5 mai 2013))
- Musée virtuel de l'Association des Amis du Musée de l'ALAT et de l'Hélicoptère (site: www.museehelico-alat.com)